# Keith Weller Taylor
Keith Weller Taylor (* 1946) ist ein US-amerikanischer Historiker und Südostasienwissenschaftler mit dem Schwerpunkt Vietnamistik. Er ist Professor für sino-vietnamesische kulturelle Studien an der Cornell University.

## Leben
Taylor stammt aus dem ländlichen Michigan. Er besuchte bis 1964 die High School in McBain und anschließend das Hope College in Holland, Michigan. Im Mai 1968 erlangte er seinen Bachelor of Arts in Geschichte an der George Washington University in Washington, D.C.
Wenige Wochen später wurde er zum Militärdienst in Vietnam eingezogen, nachdem als Folge der Tet-Offensive die Rekrutierungsquoten deutlich erhöht worden waren. Er entschloss sich gegen die Möglichkeit, dem Kriegseinsatz durch Emigration nach Kanada zu entgehen und verpflichtete sich stattdessen freiwillig beim Nachrichtendienst der Army. Während der zweijährigen Ausbildung lernte er unter anderem auch die vietnamesische Sprache. 1970 wurde er schließlich nach Südvietnam entsandt, wo die demoralisierten US-Truppen bereits den Abzug vorbereiteten. 1971 wurde er aus gesundheitlichen Gründen abgezogen und aus der Armee entlassen.
Er setzte nun sein Geschichtsstudium an der University of Michigan fort. Da sein Interesse an dem Land, in dem er gekämpft hatte, geweckt worden war und er auch bereits über die nötigen Sprachkenntnisse verfügte, entschied er sich dazu, sich auf die Geschichte Vietnams zu spezialisieren. Nach seiner Promotion über die chinesische Periode der vietnamesischen Geschichte im Jahr 1976 ging er zuerst nach Japan, bevor er 1981 eine Stelle als Lecturer an der Nationaluniversität von Singapur erhielt.
1987 kehrte er schließlich als Associate Professor für Geschichte an das Hope College zurück. Zwei Jahre später wechselte er an das Department of Asian Studies der Cornell University im Bundesstaat New York. In den frühen 1990er-Jahren lebte er für einige Zeit in Vietnam. Seit 1999 ist er ordentlicher Professor und Inhaber des Lehrstuhls für sino-vietnamesische kulturelle Studien (Sino-Vietnamese Cultural Studies) der Cornell University.

## Forschungsschwerpunkte
Anders als die meisten westlichen Vietnam-Historiker, die sich in erster Linie mit dem 20. Jahrhundert und hier insbesondere mit der US-Intervention beschäftigen, umfasst Taylors Forschungsschwerpunkt primär die vorkoloniale vietnamesische Geschichte  vor dem 20. Jahrhundert. In diesem Gebiet gilt er mittlerweile als einer der führenden internationalen Experten.
Seine beiden wichtigsten Themenfelder sind zum einen die frühe vietnamesische Geschichte von den traditionell überlieferten Ursprungsmythen über die etwa tausendjährige chinesische Herrschaftsperiode bis hin zur sich daran im 10. Jahrhundert anschließenden Entstehung des vietnamesischen Staatswesens. Zum anderen befasst er sich vertieft mit der klassischen Literatur und Bildung des Landes, etwa mit der Entwicklung der vietnamesischen Poesie und der Geschichte der Beamtenprüfungen. Er gilt als Fachmann für Chữ Nôm – die klassische, mit chinesischen Zeichen geschriebene vietnamesische Schrift – und Pionier für deren Lehre in Nordamerika.
Obwohl Taylor sich als grundsätzlicher Befürworter des Vietnamkrieges und Sympathisant Südvietnams positioniert hat – was ihm auch unter Kollegen den Vorwurf des Revisionismus eingebracht hat – und seine Werke der offiziellen staatlichen Geschichtsschreibung widersprechen, so werden seine Forschungsleistungen dennoch auch im heutigen Vietnam anerkannt. 2015 erhielt er in Ho-Chi-Minh-Stadt den Preis der Phan-Châu-Trinh-Kulturstiftung für vietnamesische Studien.
Taylor ist Verfasser zweier Bücher: The Birth of Vietnam (University of California Press, Berkeley 1983) und A History of the Vietnamese (Cambridge University Press, 2013). Daneben ist er als Herausgeber, Co-Autor, Übersetzer und Rezensent zahlreicher weiterer Werke in Erscheinung getreten.